# جيمي أندرسون (لاعب كرة قدم بريطاني)
جيمي أندرسون (بالإنجليزية: Jimmy Anderson)‏ (25 ديسمبر 1932 بغلاسكو في المملكة المتحدة - ) هو لاعب كرة قدم بريطاني في مركز نصف الجناح. لعب مع نادي بريستول روفيرز ونادي ريل ونادي تشستر سيتي ونادي ويموث.